# Dingo
Dingo (Canis lupus dingo) är en omkringströvande vildhund endemisk för kontinenten Australien. Dess förfäder tros ha varit hundar som anlände till kontinenten tillsammans med människan från sydöstra Asien för tusentals år sedan, när hunden fortfarande var relativt vild och mer närbesläktad med det asiatiska beståndet av gråvarg (Canis lupus). Den är en uthållig jägare och det största landlevande rovdjuret i Australien.

## Utseende och läte
Dingo är oftast guldfärgad men kan även vara svart och brun. Dingon liknar tamhunden, och den kan skälla, även om det inte är tamhundens klara skall utan ett kort, dovt skall då den känner sig hotad. Den ylar och gnäller som tamhunden och vargen.[källa behövs]

## Systematik
Dingons ursprung har länge varit omdiskuterat och det är först med DNA-test på senare tid som man börjat få en klarare bild av dess ursprung. Länge antogs den ha följt med aboriginerna till Australien redan före den senaste istidens slut, men idag anses det mest troligt att den kom med människan från Asien till Australien för mellan 3 000 och 5 000 år sedan.
Sedan dess har dingon till största delen levt skild ifrån människan och andra hundar, och detta, tillsammans med de krav som den australienska ekologin ställer, har lett till en utveckling av karaktärsdrag och instinkter som skiljer dingon från alla andra hunddjur. Dingon har behållit uråldriga egenskaper som förenar dem, tillsammans med andra urhundar, i taxonet Canis lupus dingo, och som separerar dem från tamhunden Canis lupus familiaris. Taxonet Canis lupus dingo har fått sitt namn efter dingon och omfattar även vildhundar som Nya Guineas sjungande hund och andra hundar som förekommer över ett större geografiskt område och som taxonomiskt bedöms som identiska med den australiska dingon, men som kan beskrivas som olika vildhundsraser på nivån lantras, varietet eller form. Vissa auktoriteter beskriver alla dessa raser som dingo varför bland annat dingons utbredningsområde skiljer sig i olika beskrivningar beroende på vilka bestånd som omfattas.
Dingon var det enda större placentadäggdjuret (förutom de mänskliga urinvånarna) som fanns i Australien när europeiska upptäcktsresanden först kom dit på 1600-talet. Dingon liknade på många sätt en hund, men levde mestadels vilt, även om urinvånarna också på en del håll hade halvdomesticerade dingor för sällskap eller jakt. De äldsta arkeologiska fynd som visar på dingons närvaro i Australien är cirka 3 500 år gamla. Inga arkeologiska fynd av dingo finns från Tasmanien, som avskiljdes från Australien genom den stigande havsnivån vid den senaste istidens slut. Höjningen av havsnivån vid den tiden gjorde också att Australien helt avskiljdes från Sydostasiens kedja av större öar och det asiatiska fastlandet, något som stärker sannolikheten att dingon måste ha kommit till Australien med människor som färdats med båt.

### Nomenklatur
Det vetenskapliga namnet på dingo har ändrats flera gånger sedan den första officiella beskrivningen av dingon som Canis antarcticus 1792. Länge rådde oklarhet över dingons ursprung och över när och hur den kommit till Australien, vilket bidrog till förvirringen. Dingo har tidigare beskrivits bland annat som en underart till hunden Canis familiaris dingo (hunden har tidigare beskrivits som Canis familiaris, men idag är Canis lupus familiaris den etablerade beskrivningen). Dingo beskrivs numera oftast som Canis lupus dingo, en underart till varg.
Australiens aboriginer kallade beroende på språk dingon för warrigal, tingo, joogoong, mirigung, noggum, boolomo, papa-inura, wantibirri, maliki, kal, dwer-da och kurpany. Det namn som i Europa kom att användas om de vilda hundarna i Australien, dingo, har sitt ursprung från den tidiga europeiska koloniseringen av New South Wales och kommer troligen av ordet tingo, som var det ord urinvånarna omkring Port Jackson använde om de hundar som fanns i deras läger. I några fall hade aboriginerna olika namn på dingon beroende på levnadssättet, ett namn som avsåg de hundar som levde i deras närhet och ett annat namn som avsåg de hundar som levde i vildmarken.

## Ekologi
Dingon har en mycket varierad diet, den jagar mindre däggdjur som kaniner och små pungdjur, men tar även fåglar och ödlor och den äter även as, insekter och frukt. Den kan även döda tamboskap, särskilt får.  Oftast jagar den på natten. När dingon jagar så tröttar den först ut bytet och sedan springer de ikapp djuret och biter det till döds. 
Dingon ses ofta ensam men lever i familjegrupper och försvarar sitt revir. I de områden där dingon lever mest ostört för människan består en sådan grupp vanligen av 3–12 individer. Parningstiden infaller på hösten eller tidiga vintern. Hanarna blir könsmogna vid ett till tre års ålder och honorna blir ofta dräktiga första gången vid två års ålder. Dräktigheten varar i 61–69 dagar. Den genomsnittliga kullstorleken är fem ungar, men antalet kan variera mellan en och tio. Honan föder vanligen i en underjordisk lya. Ungarna blir oberoende vid 3–6 månaders ålder, men kan stanna hos föräldrarna upp till ett år. Livslängden för vilda djur är vanligen 7–8 år, men i fångenskap har individer blivit upp till 13 år gamla. 
Dingon är liksom vargen mycket skyggare än en tamhund.

## Dingon och människan

### Status och hot
Dingo jagas ofta illegalt då de inte helt sällan ger sig på får. Ett hot mot dingon i det vilda är inkorsning av tama hundar, vilken ökat antalet individer med blandade gener i populationerna.

### Som husdjur
Dingon går att hålla som tamhund, men accepterar egentligen bara de människor den träffat före könsmognaden, och den är aggressiv/skygg mot främlingar.[källa behövs]